# La Secte maudite
La Secte maudite est un roman de fantasy écrit par Robin Hobb. Traduction française de la seconde moitié du livre original Fool's Errand publié en 2001, il a été publié en français le 9 mai 2003 aux éditions Pygmalion et constitue le huitième tome de L'Assassin royal ainsi que le deuxième tome du deuxième cycle.
Les événements relatés dans ce deuxième cycle se déroulent quinze ans après ceux décrits dans les six tomes du cycle précédent. Une autre série de Robin Hobb, Les Aventuriers de la mer, se déroulant dans le même monde, se situe chronologiquement entre ces deux cycles et introduit des personnages importants du deuxième cycle.

## Résumé
Cet épisode traite de la mission de sauvetage du prince Devoir pris dans les filets des héritiers du prince Pie.
Celui-ci est doué du Vif et est tombé amoureux d'une femme que lui présente son animal de Vif, une marguette offerte par les Bresinga, nobles possédant le Vif, ce secret n'est évidemment connu de personne à Castelcerf. Il quittera dès lors la cour pour retrouver cet amour.
Parti avec Sire Doré à la recherche du prince Devoir, Fitz s'opposera aux possesseurs du Vif qui se battent contre la lignée des Loinvoyant. Ceux-ci forment une secte violente qui dénoncent les familles porteuses du Vif.
Durant ce périple, ils seront accompagnés par la grand'veneuse de la reine qui apprendra à Fitz moult informations sur la région et les vifiers qui s'y terrent. Le serment d'allégeance aux Loinvoyant lui fera ressortir les pires sentiments à l'égard de lui-même et son ami le loup se confrontera à ses choix. 
Très vite, le loup se posera des questions quant au lien qui unit la marguette et le prince Devoir.
Grâce à un pilier d'Art, Fitz fera s'échapper le prince Devoir, laissant sur place le loup et Sire Doré qui ne peuvent utiliser les piliers.
Acculé, Fitz proposera un échange : le prince Devoir contre la liberté de ses amis. Il espère ainsi gagner du temps pour que Sire Doré et le loup trouvent un moyen de se tirer de ce mauvais pas. Le prince Devoir se rendra compte que la marguette est possédée par une douée du Vif qui a refusé la mort et s'est glissée dans son esprit. De plus, il comprendra qu'il n'est qu'un pantin destiné à devenir l'hôte de cette vifière. Finalement convaincu par les arguments de Fitz, il préfèrera se sacrifier plutôt qu'héberger cette conscience parasite.
Alors que le prince Devoir devait accueillir son nouveau partenaire, la marguette reprit le dessus, et demanda sa mort. Devant le refus tant du prince Devoir que de Fitz, elle se jeta sur celui-ci, le forçant à réagir. Elle mourra après avoir infligé de nombreuses blessures au fils de Chevalerie. Lorsque des renforts arrivent pour aider le prince Devoir, ce sera au tour du loup de périr.
Malgré la tristesse des deux Loinvoyant, ils reprennent la route du château pour célébrer l'arrivée du convoi de la fiancée du prince Devoir : la Narcheska.